# 鳥取県道166号浜村停車場線
鳥取県道166号浜村停車場線（とっとりけんどう166ごう はまむらていしゃじょうせん）は、鳥取県鳥取市を通る一般県道である。

## 概要
JR西日本山陰本線 浜村駅から鳥取市気高町勝見に至る。

### 路線データ
- 起点：鳥取県鳥取市気高町勝見（JR西日本山陰本線 浜村駅前）
- 終点：鳥取県鳥取市気高町勝見（鳥取県道275号八束水勝見線・鳥取市道3410428号浜村観光道路線交点）
- 総延長：41 m

## 歴史
- 2012年（平成24年）3月30日 - 鳥取県告示第208・210・212号により、鳥取県道32号郡家鹿野気高線の一部（当路線との重用区間を含む）が鳥取市道3410427号勝見6号線・鳥取市道3410428号浜村観光道路線に移行したことに伴い、終点が鳥取市気高町勝見（鳥取県道275号八束水勝見線・鳥取市道3410428号浜村観光道路線交点）に変更された[1][2]。

## 地理

### 通過する自治体
- 鳥取県
  - 鳥取市

### 交差する道路
| 交差する道路                                              | 交差する場所 | 交差する場所 |
| --------------------------------------------------------- | ------------ | ------------ |
| 鳥取県道275号八束水勝見線 鳥取市道3410428号浜村観光道路線 | 気高町勝見   | 終点         |

### 沿線
- JR西日本山陰本線 浜村駅
- 浜村温泉